# Rellen in het Verenigd Koninkrijk in 2024

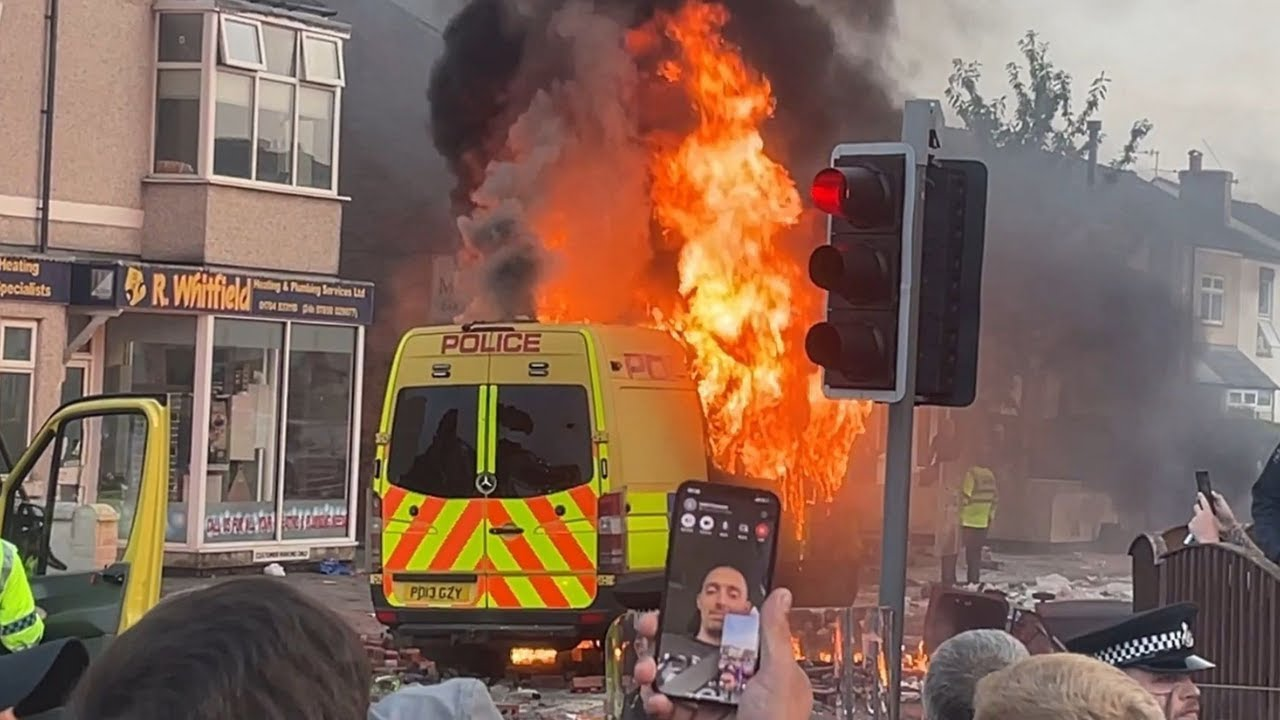
Een brandend politiebusje tijdens de ongeregeldheden in Southport

De rellen in het Verenigd Koninkrijk in 2024 betreffen dagenlange gewelddadige anti-immigratieprotesten in steden in Engeland en Noord-Ierland die plaatsvonden vanaf 30 juli 2024. Ze volgden op een steekpartij in Southport waarbij een 17-jarige jongen in een buurtcentrum instak op een groep jonge kinderen, van wie er uiteindelijk drie overleden. Op sociale media werd ten onrechte beweerd dat de aanvaller een moslim en/of asielzoeker zou zijn. De rellen gingen gepaard met racistische aanvallen, brandstichting en plunderingen en vormden de ergste ongeregeldheden in het Verenigd Koninkrijk sinds de rellen in Engeland in 2011.
De rellen werden aangewakkerd door desinformatie en in verband gebracht met onderliggende islamofobe, racistische en anti-immigrantengevoelens. Extreemrechtse groeperingen verspreidden online desinformatie, en de regering beschuldigde Rusland ervan desinformatie te verspreiden om de onrust aan te wakkeren.
De relschoppers kregen weerwerk van tegendemonstranten, waaronder Stand Up to Racism, antifascistische en antiracistische groepen, lokale moslims en andere leden van lokale gemeenschappen. Dit leidde tot botsingen tussen tegengestelde groepen.

## Geschiedenis
De rellen begonnen op 30 juli, toen een menigte zich verzamelde om te protesteren buiten de Southport-moskee, nadat er valselijk was beweerd dat de verdachte van de steekpartij een moslimimmigrant was.
Onder de deelnemers waren aanhangers van de islamofobe en inmiddels ontbonden English Defence League en leden van de neonazistische groep Patriotic Alternative. Demonstranten vielen politieagenten aan, staken een politiebusje in brand en vielen de moskee aan.
Meer dan vijftig agenten en drie politiehonden raakten gewond. De daaropvolgende dagen verspreidde de onrust zich naar andere steden in Engeland en ook naar Belfast in Noord-Ierland. Op 31 juli werden in Londen meer dan honderd demonstranten gearresteerd en vonden er demonstraties plaats in Manchester, Hartlepool en Aldershot. Op 2 augustus vonden er rellen plaats in Sunderland, waarbij een politiebureau in brand werd gestoken, drie politieagenten gewond raakten en meerdere mensen werden gearresteerd.
Vanaf 3 augustus raakten anti-immigratiedemonstranten slaags met de politie en tegendemonstranten. Huizen en bedrijven van immigranten en hotels waar asielzoekers verbleven werden aangevallen.

### Nasleep
Tot de relschoppers die later werden veroordeeld, behoorde een man die negen jaar gevangenisstraf kreeg opgelegd voor onder meer brandstichting bij een hotel dat asielzoekers huisvestte. Ook anderen kregen een maanden- of jarenlange celstraf opgelegd.